# Universidad de Hokkaidō
La Universidad de Hokkaidō (北海道大学 Hokkaidō daigaku?,  comúnmente abreviado como Hokudai (北大?)) es una universidad pública de Japón. Fue fundada en 1876 como Escuela de Agricultura de Sapporo antes de conseguir el rango de Universidad Imperial de Japón en 1918. Desde 2004 pertenece a la Corporación de Universidades Nacionales.
La universidad comprende dos campus ubicados en Sapporo y Hakodate, en la prefectura de Hokkaidō. En mayo de 2016 contaba con 11 824 estudiantes regulares en pregrado, matriculados en doce facultades, y 6250 en posgrado, matriculados en diecinueve escuelas, así como veintiséis institutos y centros de investigación. Cuenta también con un hospital, una biblioteca de casi cuatro millones de títulos y un museo. El lema de la universidad «Chicos, sed ambiciosos» fue extraído de un discurso pronunciado por William Smith Clark, primer rector de la Escuela de Agricultura de Sapporo.
En el año 2016, la universidad de Hokkaidō obtuvo el puesto 130.º de la clasificación QS World Ranking,
y el puesto 155.º según el Academic Ranking of World Universities de la Universidad Jiao Tong de Shanghái (China). En 2017, la universidad se ubicó en el 49.º lugar de las universidades asiáticas, según el diario británico The Times.
Entre las personalidades egresadas de esta universidad, destaca el profesor emérito Akira Suzuki, Premio Nobel de Química en 2010.

## Historia
En 1868, durante la era Meiji, el gobierno japonés comenzó a interesarse en promover la agricultura en la isla de Hokkaidō, entonces escasamente poblada, con el propósito de atender las necesidades que exigía la modernización del Japón, y teniendo en consideración las reivindicaciones territoriales del Imperio ruso en la cercana Manchuria. Se asignó entre 4 a 5 por ciento del presupuesto nacional para el desarrollo de Hokkaidō en la década de 1870.
En este contexto, la Kaitakushi (agencia gubernamental responsable del desarrollo de la isla), creó en 1874 una escuela temporal en Tokio con el fin de formar a los futuros administradores de fincas, y preparar la creación una escuela en Hokkaidō. Al mismo tiempo, se contrataron asesores extranjeros, principalmente de Estados Unidos, para entrenar a los futuros alumnos con métodos occidentales.

### Escuela de Agricultura de Sapporo (1876–1907)

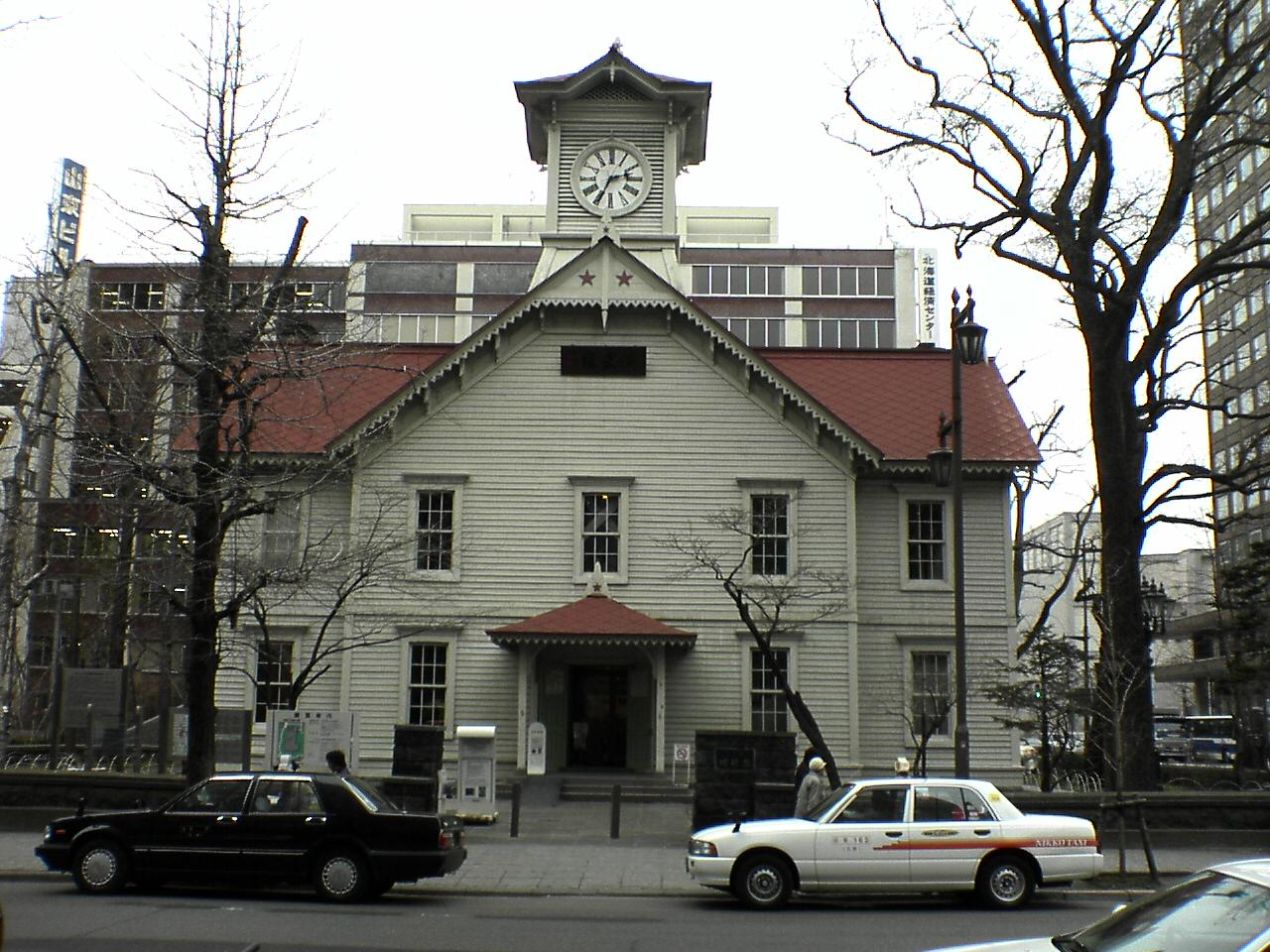
La torre del reloj de Sapporo fue construida en los primeros años de la universidad.

La Escuela de Agricultura de Sapporo (en japonés: 札幌農學校, romanizado: Sapporo nōgakkō) inició sus actividades en agosto de 1876, al principio con veinticuatro estudiantes. El gobierno japonés aumentó paulatinamente el número de estudiantes, llegando a los trescientos en 1881. Hasta su disolución en 1882, esta casa de estudios estuvo administrada por el Kaitakushi.
La escuela contó desde sus primeros años con varios consejeros extranjeros entre su cuerpo docente, muchos de los cuales provenían del Massachusetts Agricultural College (hoy Universidad de Massachusetts Amherst) como William Smith Clark y William Penn Brooks. Los últimos maestros extranjeros llegaron hasta 1893, trayendo consigo novedosa maquinaria y técnicas agrícolas. La infraestructura de la Escuela también continuó desarrollándose, construyéndose nuevos edificios como la torre del reloj de Sapporo en 1878, ubicada en el centro de la ciudad.

### Incorporación a la Universidad Imperial de Tohoku (1907–1918)
A fines del siglo XIX, comienza a desarrollarse en Sapporo la idea de ampliar las actividades de la Escuela de Agricultura más allá de las actividades agrícolas, con el fin de poder recibir formación superior en carreras tales como el derecho o las letras. El gobierno japonés, involucrado en el desarrollo de un sistema de universidades imperiales, dispuso la integración de la Escuela a la Universidad de Tohoku en 1907, agregando silvicultura, pesca e ingeniería a su currícula.

### Universidad Imperial de Hokkaidō (1918–1947)
Tras el primer reconocimiento académico, la prensa de Sapporo lanzó una campaña solicitando la creación de una universidad local. El 1 de abril de 1918, la Escuela de Agricultura pasó a convertirse en la Universidad Imperial de Hokkaido (en japonés: 北海道帝國大學, romanizado: Hokkaido teikoku Daigaku). Durante las siguientes décadas se abrieron nuevas facultades, como medicina (1919), ingeniería (1924), ciencias (1930), y en 1947, derecho y letras.
La nueva universidad también crecería en infraestructura: en 1920 abrió el hospital universitario, y en 1935 fue inaugurado el campus de Hakodate. Por último, se desarrollaron dos centros dedicados a la investigación: el Instituto de Ciencias de Baja Temperatura, en 1941, y el Instituto de Investigación de Catálisis, en 1943.

### Posguerra y actualidad

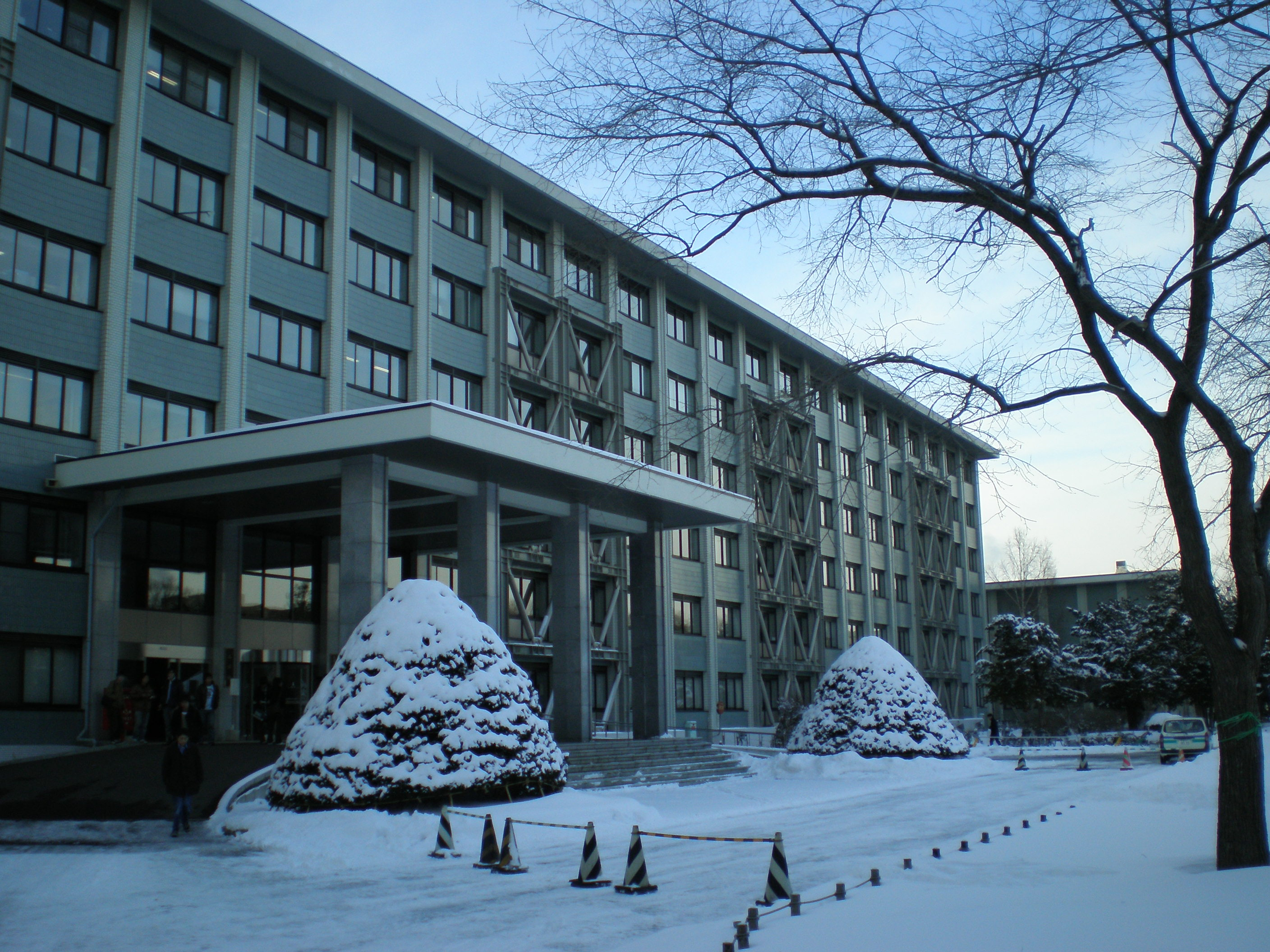
Facultad de Ingeniería.

Después de la derrota del Japón durante la Segunda Guerra Mundial, el sistema universitario japonés fue reestructurado por el ocupante estadounidense. En 1947, la universidad tomó su nombre actual de Universidad de Hokkaido (en japonés: 北海道大学, romanizado: Hokkaidō daigaku). En 1949, el número de facultades de pregrado aumentó a siete, y las escuelas de postgrado pasarían a ser nueve en 1953.
Durante las décadas de los años 1950 y 1960, las actividades tanto en el campus universitario como en el resto del país se vieron perturbadas por movimientos estudiantiles de extrema izquierda, que exigían el cierre de la base militar estadounidense en la cercana ciudad de Chitose y reivindicaciones en favor del pueblo ainu. Esta situación dificultó aún más el establecimiento de relaciones con las universidades de los Estados Unidos.
La universidad desarrolló su capacidad de investigación, mediante la apertura de nuevos laboratorios de investigación, como el Instituto de Investigación Médica (1955), el Instituto Central de Ciencias de Isótopos (1978), el Instituto de Lengua y Estudios Culturales (1981), el Instituto de Investigación de Ciencias de la Electrónica (1992), el Centro para la Ciencia y la Tecnología Avanzada (1996) y el Centro de Investigación y Educación para las Ciencias del Cerebro (2003).

## Organización

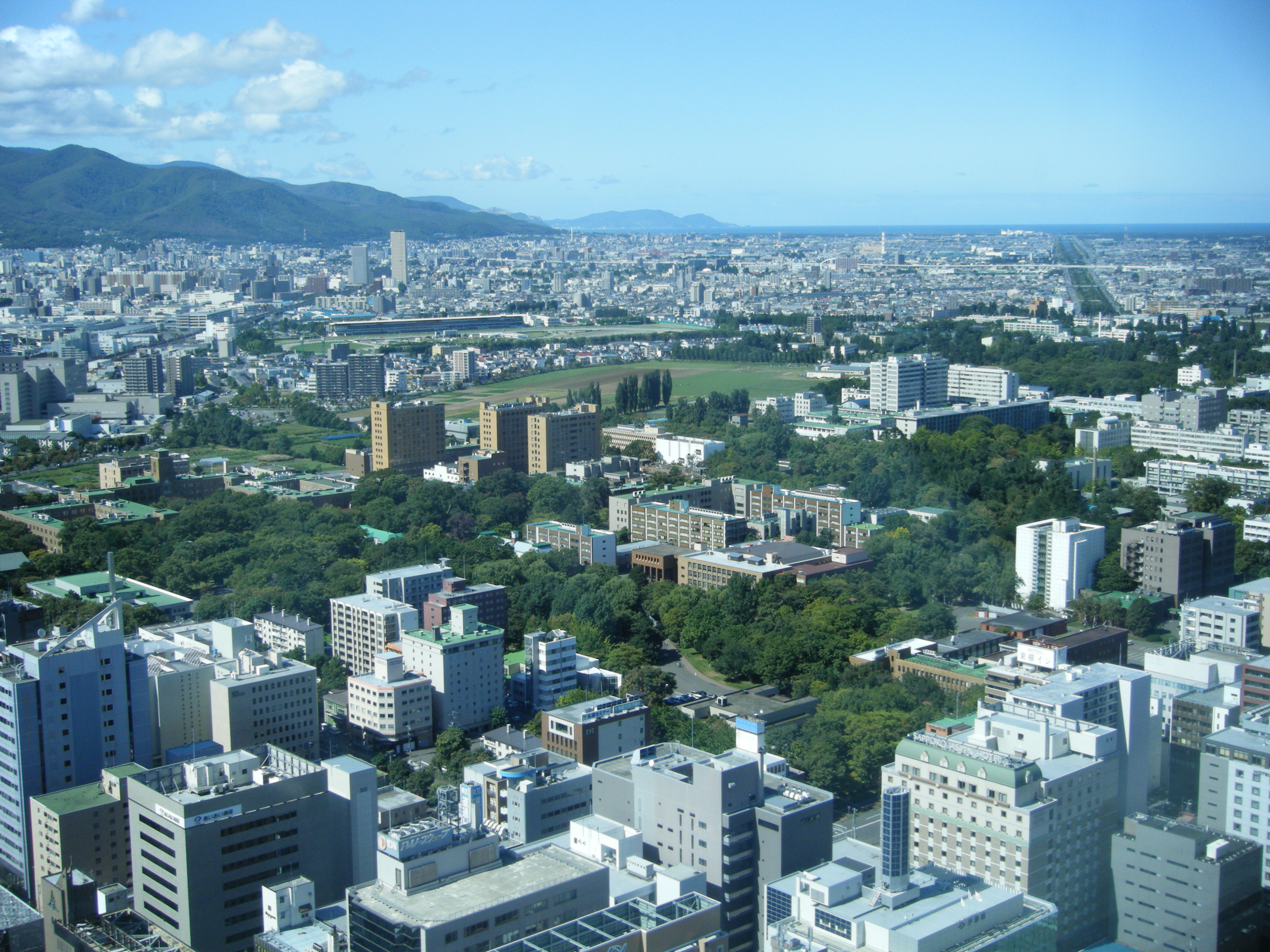
Universidad de Hokkaidō.

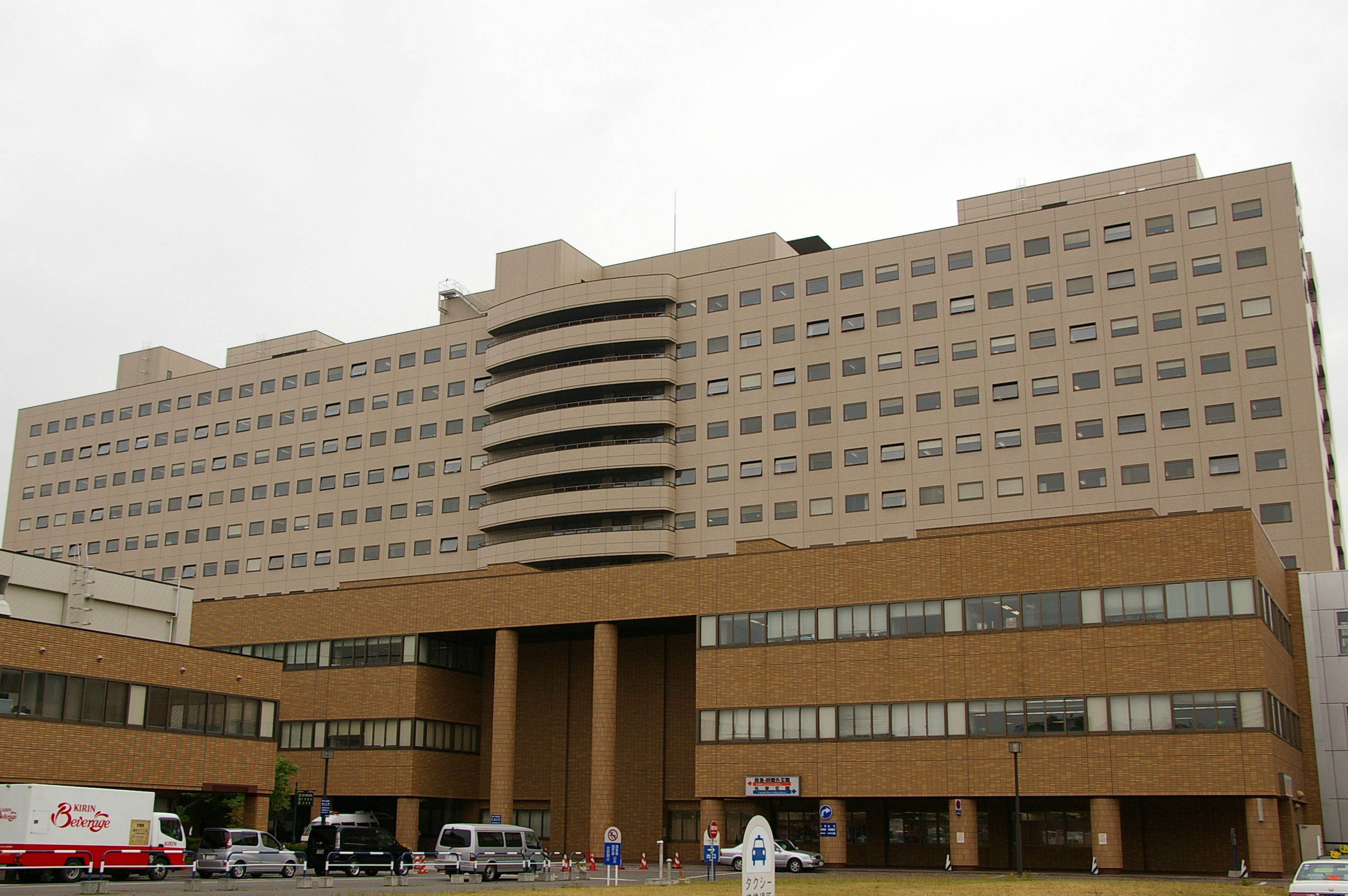
Hospital universitario en Sapporo.

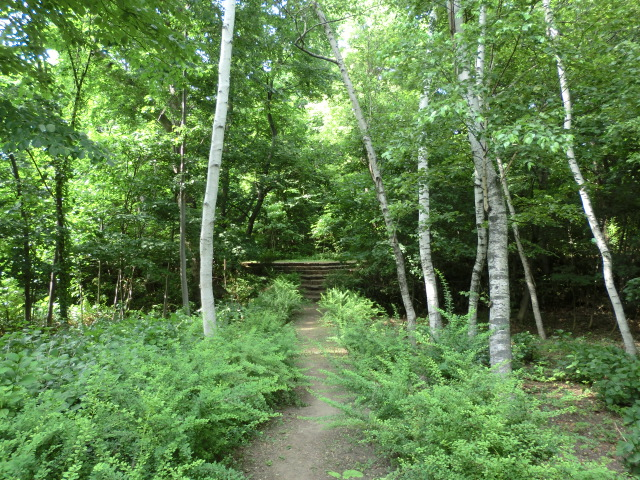
Jardín botánico de la universidad.

### Facultades y escuelas de posgrado
La Universidad de Hokkaidō posee doce facultades de pregrado, en los siguientes campos de estudio:
- Letras.
- Educación.
- Derecho.
- Economía y administración de empresas.
- Medicina.
- Medicina dental.
- Ciencias farmacéuticas y Farmacia.
- Ingeniería.
- Ciencias.
- Medicina veterinaria.
- Ciencias de la pesca.
- Agricultura.

Asimismo, cuenta con diecinueve escuelas de posgrado, en las especialidades que se muestran a continuación:
- Letras.
- Educación.
- Derecho.
- Economía y administración de empresas.
- Ciencias.
- Medicina.
- Medicina dental.
- Ingeniería.
- Agricultura.
- Medicina veterinaria.
- Ciencias de la pesca.
- Ciencias farmacéuticas y Farmacia.
- Medios internacionales, comunicación y Turismo.
- Ciencias de la salud.
- Ciencias de la información y tecnología.
- Ciencias medioambientales.
- Ciencias de la vida.
- Ciencias químicas e ingeniería.
- Políticas públicas.

### Centros e Institutos de investigación
La universidad administra tres institutos de investigación: el Centro de Investigación de Bajas Temperaturas, el Instituto de Investigación de Ciencias Electrónicas y el Instituto de Medicina Genética.
Cuenta además con otros institutos de investigación, supeditados a las mismas facultades o vinculados a otras dependencias universitarias, entre los que destacan el Instituto de Catálisis, el Centro de Investigación para el Control de Zoonosis, el Instituto Central de Ciencias Isotópicas, el Centro de Investigaciones Experimentales en Ciencias Sociales, el Centro de Ciencias Ambientales y de la Salud, el Centro de Investigación y Educación para las Ciencias del Cerebro, el Centro de Investigaciones Arqueológicas y el Institución Global de Investigación y Educación Colaborativa.

## Personas destacadas

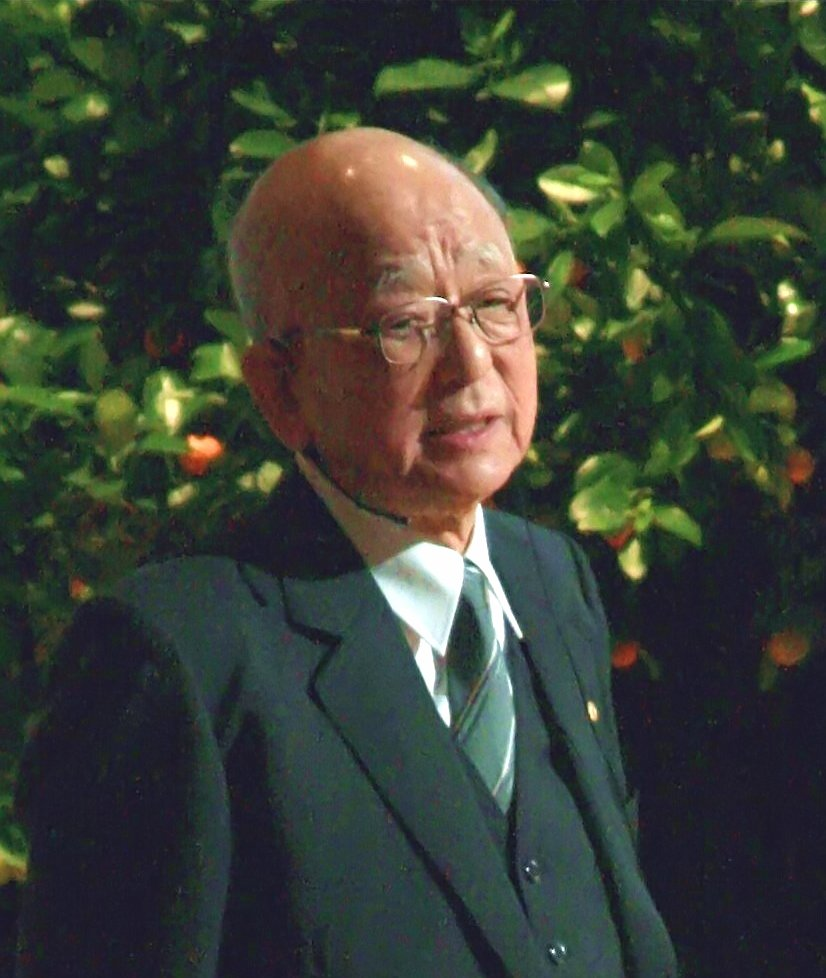
Akira Suzuki, Premio Nobel de Química en 2010

### Maestros
Desde sus primeros años de funcionamiento, la universidad ha contado con varios consejeros extranjeros, como William S. Clark y William Penn Brooks..
El Premio Nobel de Química en 2010, Akira Suzuki, enseñó en esta casa de estudios como profesor emérito, la que también fuera su alma mater. Seis profesores eméritos también fueron galardonados con el título de Personajes de Mérito Cultural por el gobierno japonés, otros dos recibieron la Orden de la Cultura, y veintiún docentes recibieron el Premio de la Academia Japonesa.

### Alumnos
Además de Akira Suzuki, la Universidad de Hokkaidō ha tenido a varias personalidades científicas y del arte entre sus exalumnos, como el astronauta Mamoru Mohri, el novelista Takeo Arishima, el compositor de música Akira Ifukube y el primer cirujano japonés en realizar un trasplante de corazón, Juro Wada.